# Torres de la Libertad
Torres de la Libertad är en ort i Mexiko.   Den ligger i kommunen Santiago Pinotepa Nacional och delstaten Oaxaca, i den sydöstra delen av landet, 400 km söder om huvudstaden Mexico City. Torres de la Libertad ligger 259 meter över havet och antalet invånare är 296.
Terrängen runt Torres de la Libertad är platt västerut, men österut är den kuperad. Runt Torres de la Libertad är det ganska tätbefolkat, med 60 invånare per kvadratkilometer. Närmaste större samhälle är Santiago Pinotepa Nacional, 2,4 km öster om Torres de la Libertad. I omgivningarna runt Torres de la Libertad växer i huvudsak lövfällande lövskog.